# Cholmogory

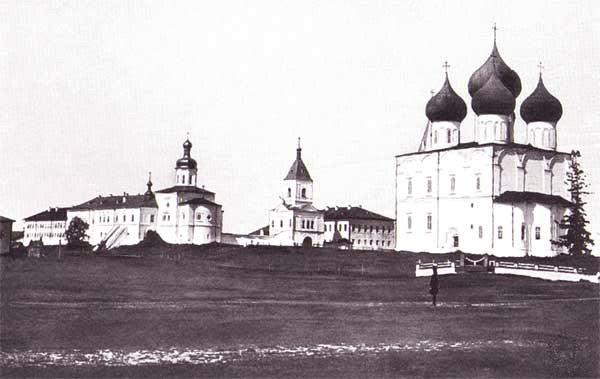
Katedralen i Cholmogory på 1890-talet

Cholmogory (Холмого́ры) är en historisk ort i centrala Cholmogorskijdistriktet i Archangelsk oblast i Ryssland. Orten ligger på västra stranden av floden Norra Dvina. Den hade 4 150 invånare vid folkräkningen 2010.
Under tidigt 1300-tal hette staden Kolmogory och var en viktig handelsstation för handeln med Novgorodrepubliken i norra Ryssland. Staden hade ett mycket ekonomiskt läge, vilket visades 1554 av att det ryska kompaniet gjorde staden till ett centrum för sina operationer. Svenskarna intog träfortet 1613, men fick ge sig iväg efter många påtryckningar från de ryska trupperna. Här har också många levt i exil, exempelvis exregenten Anna Leopoldovna och hennes barn.
1682 byggdes Cholmogorykatedralen som kom att bli den största i regionen. Under ryska kommunistväldet förstördes katedralen på 1930-talet. Här föddes en av Rysslands största vetenskapsman, Michail Lomonosov.